# Holzheim (Danubio-Ries)
Holzheim è un comune tedesco di 1 144 abitanti, situato nel land della Baviera.